# Jasminum polyanthum
Jasminum polyanthum é uma espécie de plantas com flor pertencente à família Oleaceae, conhecida pelo nome comum de jasmim-dos-poetas. A espécie é uma liana perenifólia a semi-caducifólia, nativa da China e Birmânia (Myanmar), muito cultivada como planta ornamental.

## Descrição
O hábito da espécie caracteriza-se pela escandência, sendo uma trepadeira vigorosa que pode pode crescer até 6 metros de altura quando encontre suporte adequado. Dependendo do clima, esta trepadeira pode ter folhagem perenifólia ou semi-caduca.
As folhas são compostas, com 5 a 9 folíolos, de coloração verde-escuros na face superior e de um verde mais claro na face inferior. O folíolo terminal é visivelmente maior do que os outros folíolos.
Jasminum polyanthum produz abundantes de botões florais de coloração rosa-avermelhado no final do inverno e início da primavera, seguido após a ântese por flores brancas perfumadas, com cinco pétalas que quando abertas lhes dão um aspecto semelhantes a estrelas. O cálice é tubular, com cerca de 2 cm de diâmetro.
A espécie foi descrita por Adrien René Franchet, publicada em Revue Horticole 1891, 270. O epíteto específico polyanthum é a palavra latina para “muitas flores”.

## Cultivo
A espécie Jasminum polyanthum é bem conhecida como planta de interior nos Estados Unidos e na Europa. Pode crescer em jardim exterior quando as condições climáticas sejam boas (é considerada uma espécie apropriada para as zonas de rusticidade USDA de 8 a 11. Em boas condições edafo-climáticas cresce rápida e facilmente, florescendo bem.
Quando cultivada no exterior a espécie pode ser usada para recobrir paredes e cercas. Cresce bem quando exposta ao sol e quando à sombra moderada. É propagado por sementes e por rebentos basais.
Jasminum polyanthum recebeu o Award of Garden Merit da Royal Horticultural Society (RHS) em 1993, sendo incluída na lista das 200 plantas mais notáveis aquando da comemoração do bicentenário da RHS. A menção incluída na publicação da lista do bicentenário afirma:
“Esta popular planta de interior é uma trepadeira perene e resistente, de crescimento fácil, com panículas pouco densa de flores em forma de trompete, com laivos dorsais cor rosa e fortemente fragrantes. Não sofre de problemas de pragas ou doenças e é simples de propagar.”

## Comportamento invasor
Jasminum polyanthum está naturalizada na Austrália e na Nova Zelândia, sendo considerada uma espécie invasora naquelas regiões.
Esta espécie de jasmim expande facilmente a sua área de distribuição, pois pode crescer a partir de qualquer pequena secção de material do caule que seja arrastada. A profusa camada de ramos e os turiões que produz permitem uma boa ocupação do solo e o espalhamento por longas distâncias. É altamente tolerante ao ensombramento, podendo florescer sob um dossel florestal completo. Forma uma densa cobertura do solo, impedindo o crescimento das plântulas nativas e sufoca toda a vegetação até o nível médio da canópia. Espalha-se com facilidade e rapidamente em florestas estabelecidas, por exemplo, na Nova Zelândia.
A expansão da espécie pode ser controlado cortando os ramos e aplicando herbicidas nas superfícies cortadas. O controle químico da cobertura do solo é recomendado.

## Galeria

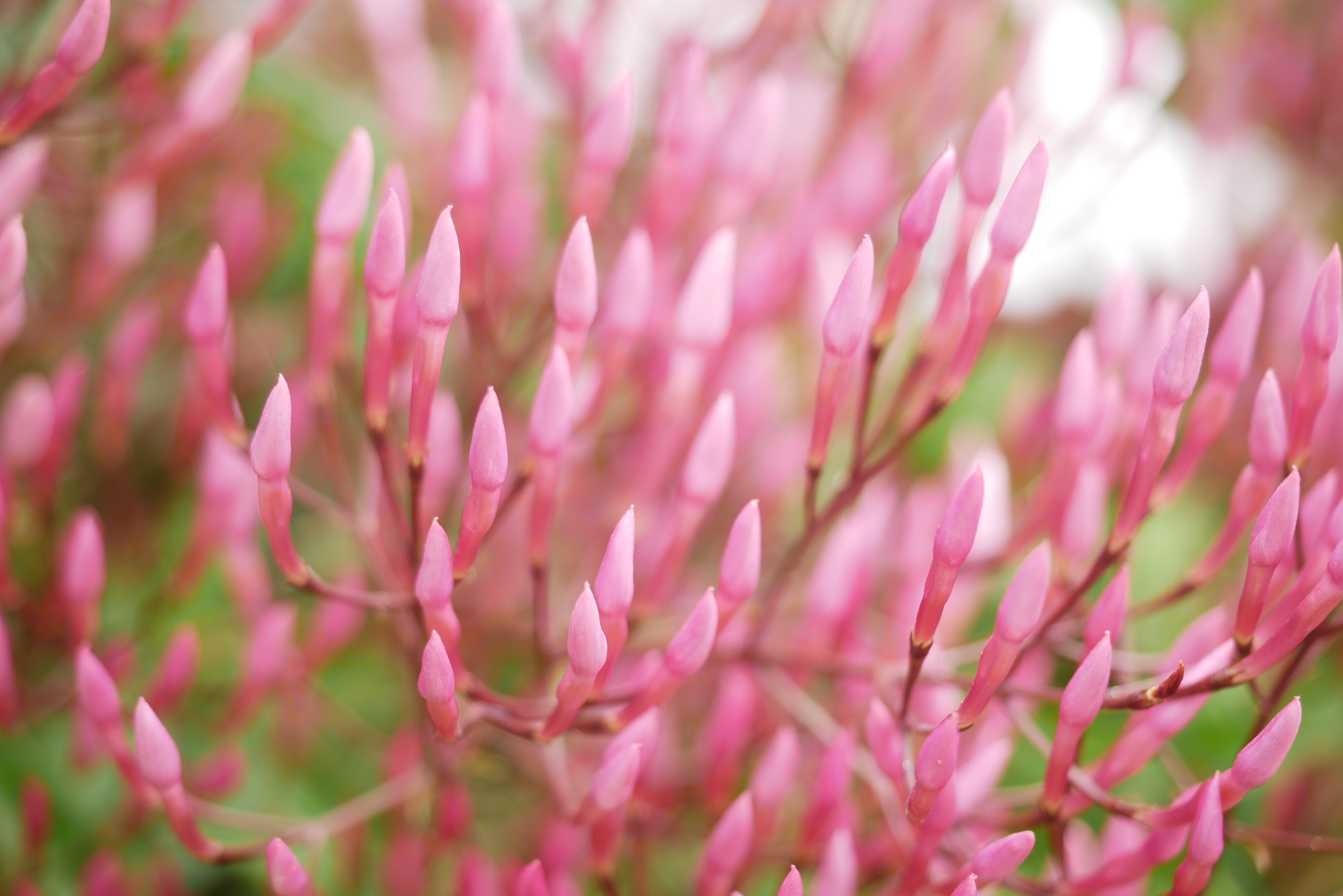
Botões florais de Jasminum polyanthum prestes a abrir.
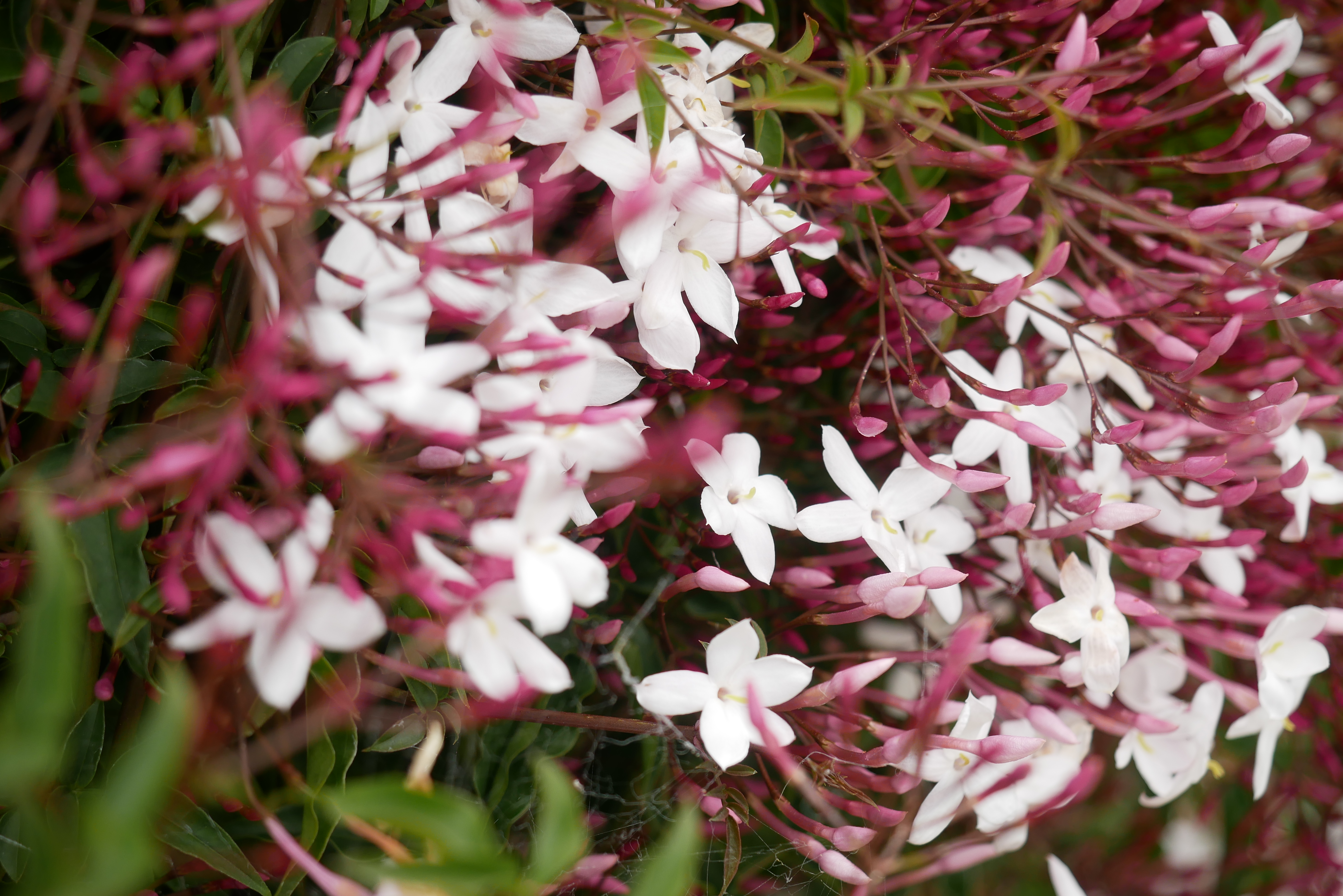
Jasminum polyanthum em flor.
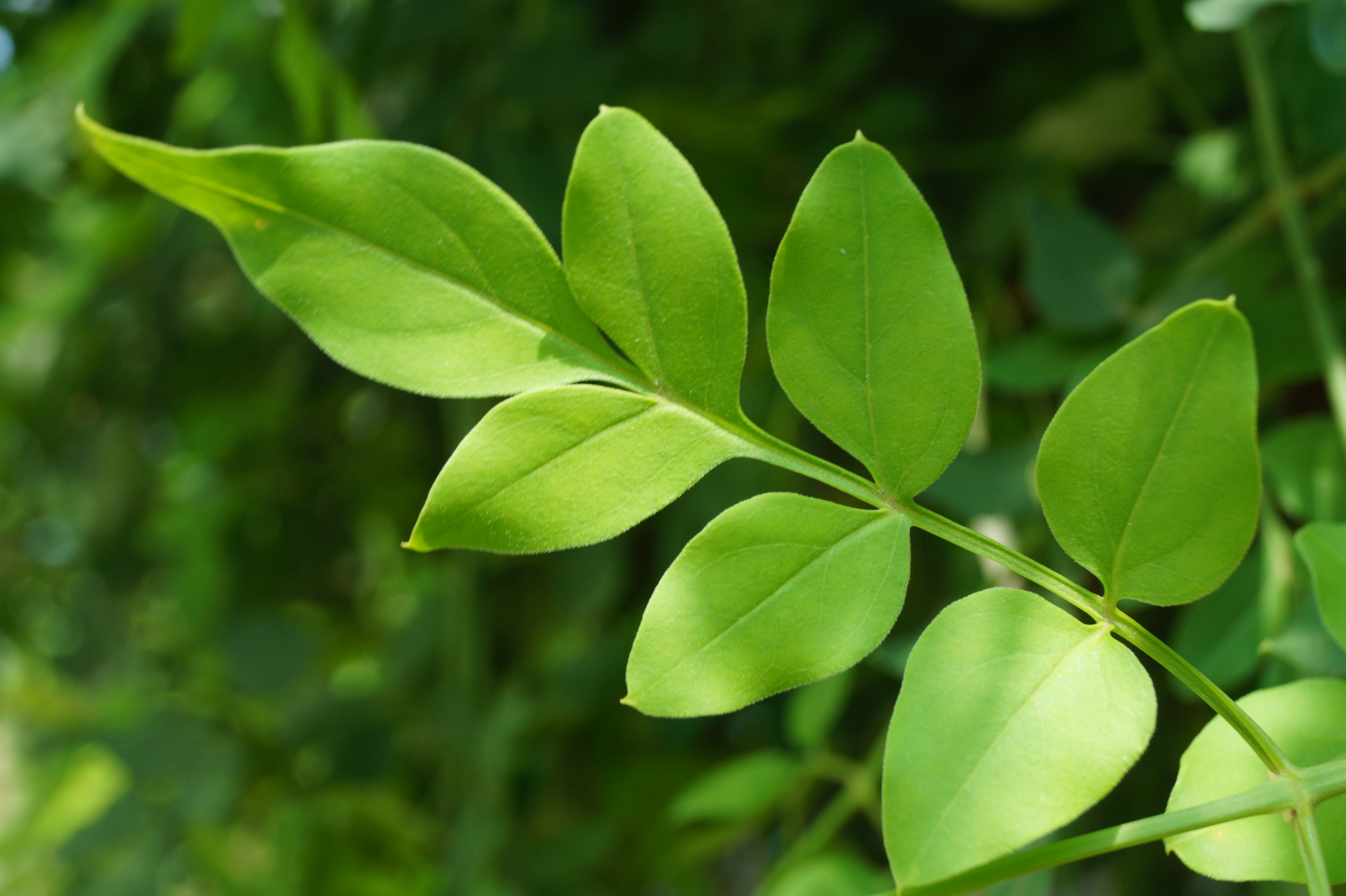
7 folíolos
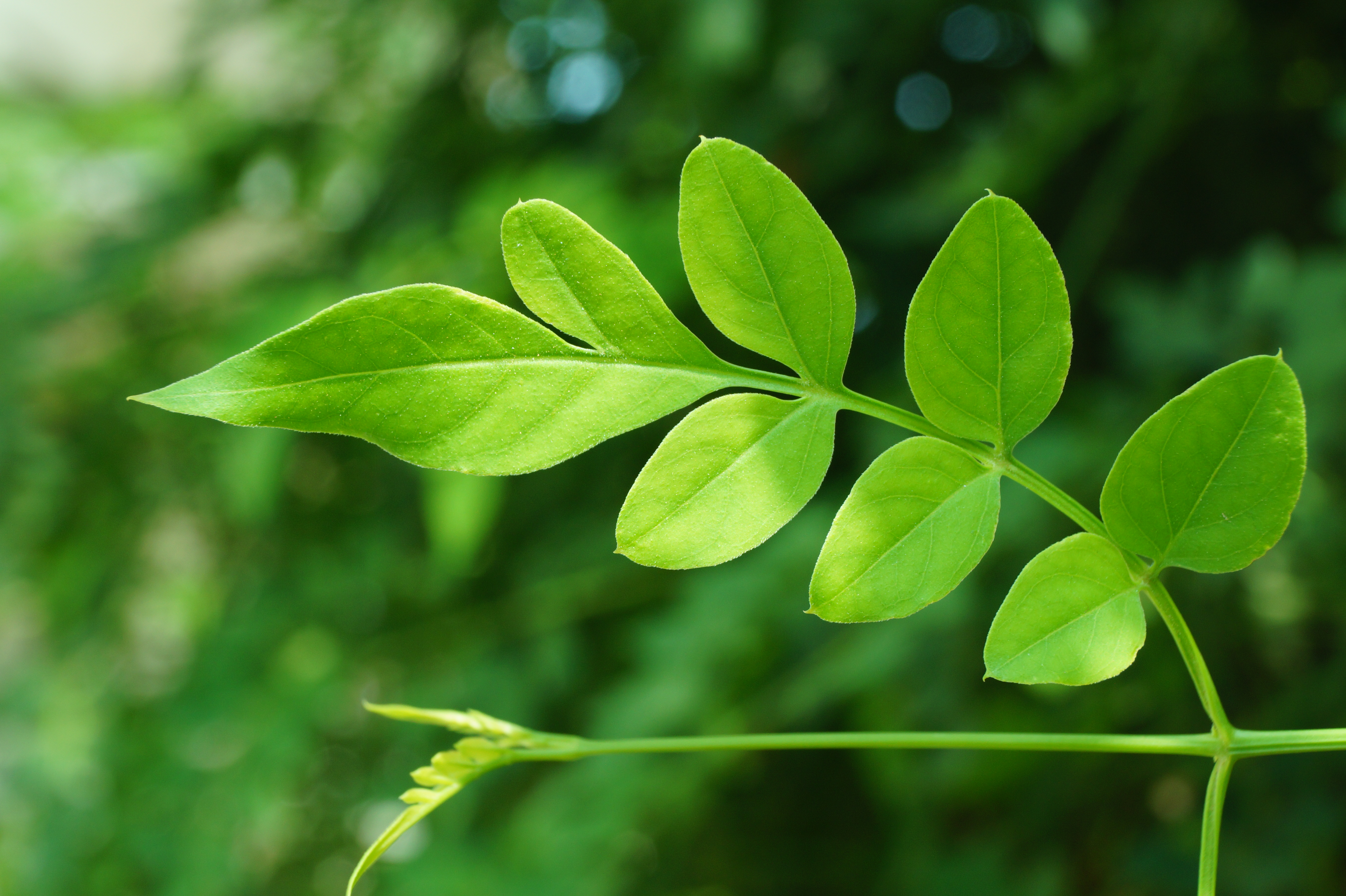
8 folíolos
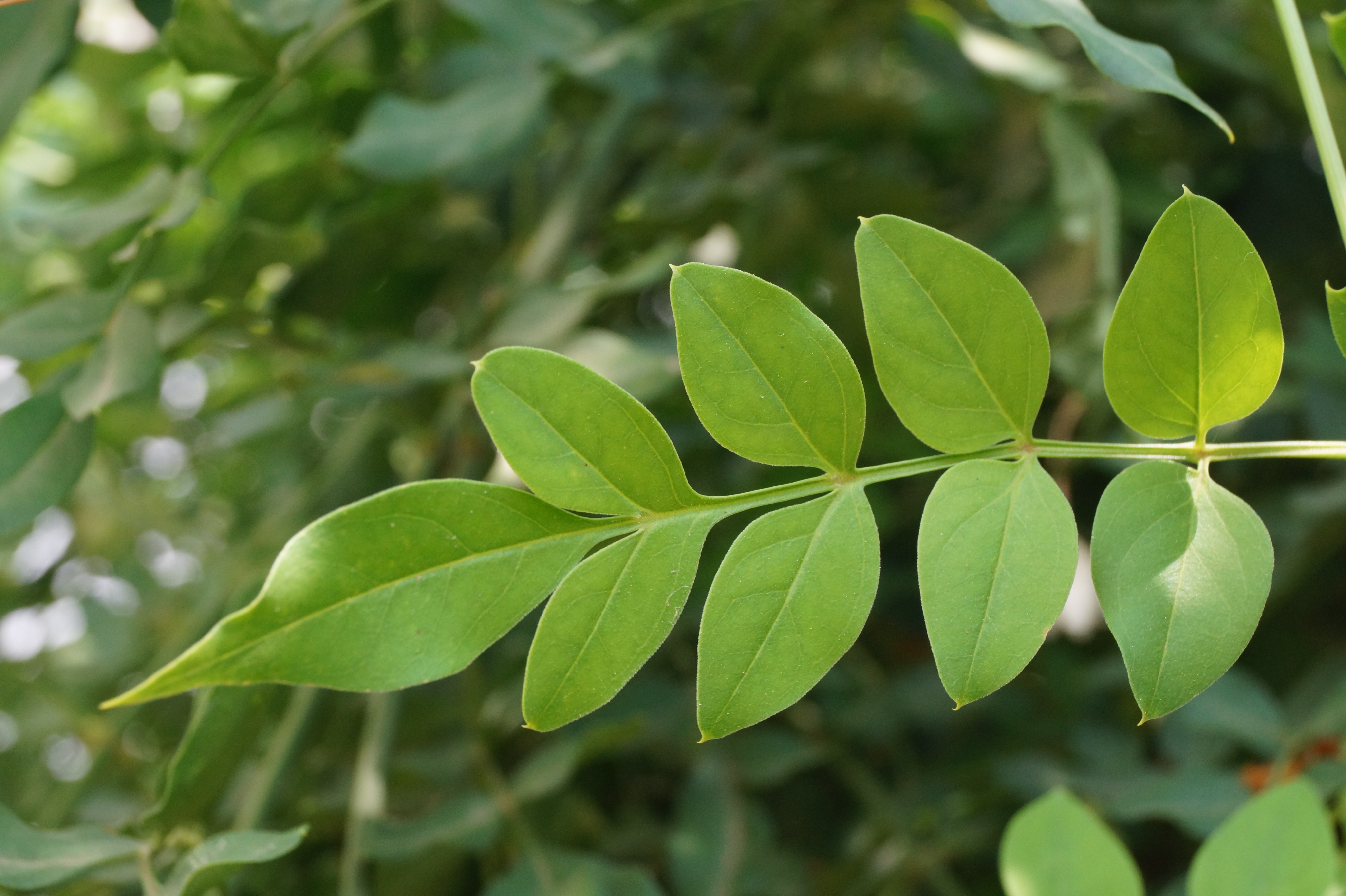
9 folíolos